# Hoplia amoena
Hoplia amoena är en skalbaggsart som beskrevs av Brenske 1900. Hoplia amoena ingår i släktet Hoplia och familjen Melolonthidae. Inga underarter finns listade i Catalogue of Life.